# Città dello stato di New York
Lista delle città dello Stato di New York, Stati Uniti d'America, comprendente tutti i comuni dello Stato (city, town e reservation).
I dati sono dell'USCB riferiti ad una stima del 01-07-2007 (tranne che per i CDP).

## Elenco
- Lettera A e B
- Dalla C alla F
- Dalla G alla P
- Dalla Q alla Z